# Efferia singularis
Efferia singularis là một loài ruồi trong họ Asilidae. Efferia singularis được Macquart miêu tả năm 1838. Loài này phân bố ở vùng Tân nhiệt đới.